# Stanisław Orzechowski

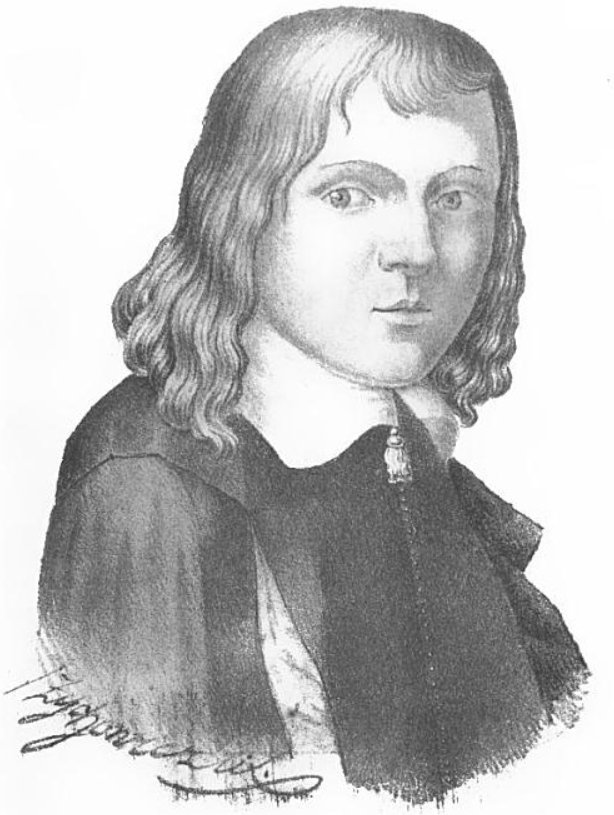
Stanisław Orzechowski

Stanisław Orzechowski (* 11. November 1513; † 1566) war ein polnischer katholischer Priester und als Schriftsteller ein Vertreter des Renaissance-Humanismus.

## Leben
Stanisław Orzechowski stammte vermutlich aus Przemyśl und studierte in Krakau (1526–1528), Wien, Wittenberg und Leipzig (1528–1531) sowie an mehreren italienischen Universitäten (1531–1540). 1541 übernahm er eine Pfarrstelle in der Nähe von Przemyśl. Er wandte sich in politischen Schriften gegen den Zölibat und musste diese vor dem bischöflichen Gericht widerrufen. Dennoch heiratete er 1551, was zu einer langwierigen Auseinandersetzung mit der Kirchenführung führte, die für Orzechowski jedoch glimpflich ausging. In seinen letzten Jahren polemisierte er gegen die reformatorischen Bestrebungen u. a. von Marcin Krowicki und Frycz-Modrzewski. Orzechowski verfasste seine Werke auf Polnisch sowie auf Lateinisch.